# ソブラニー

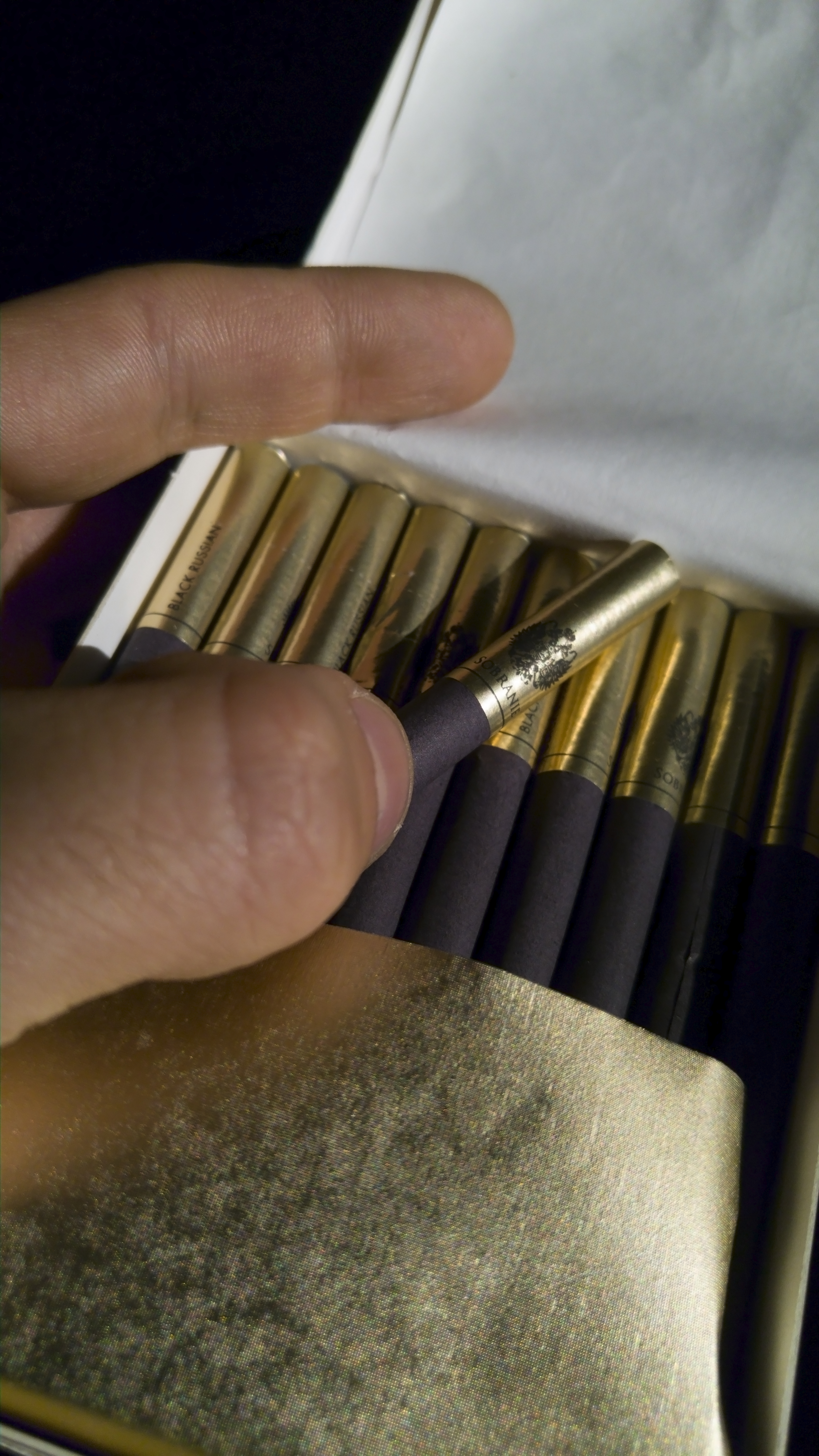
ソブラニー

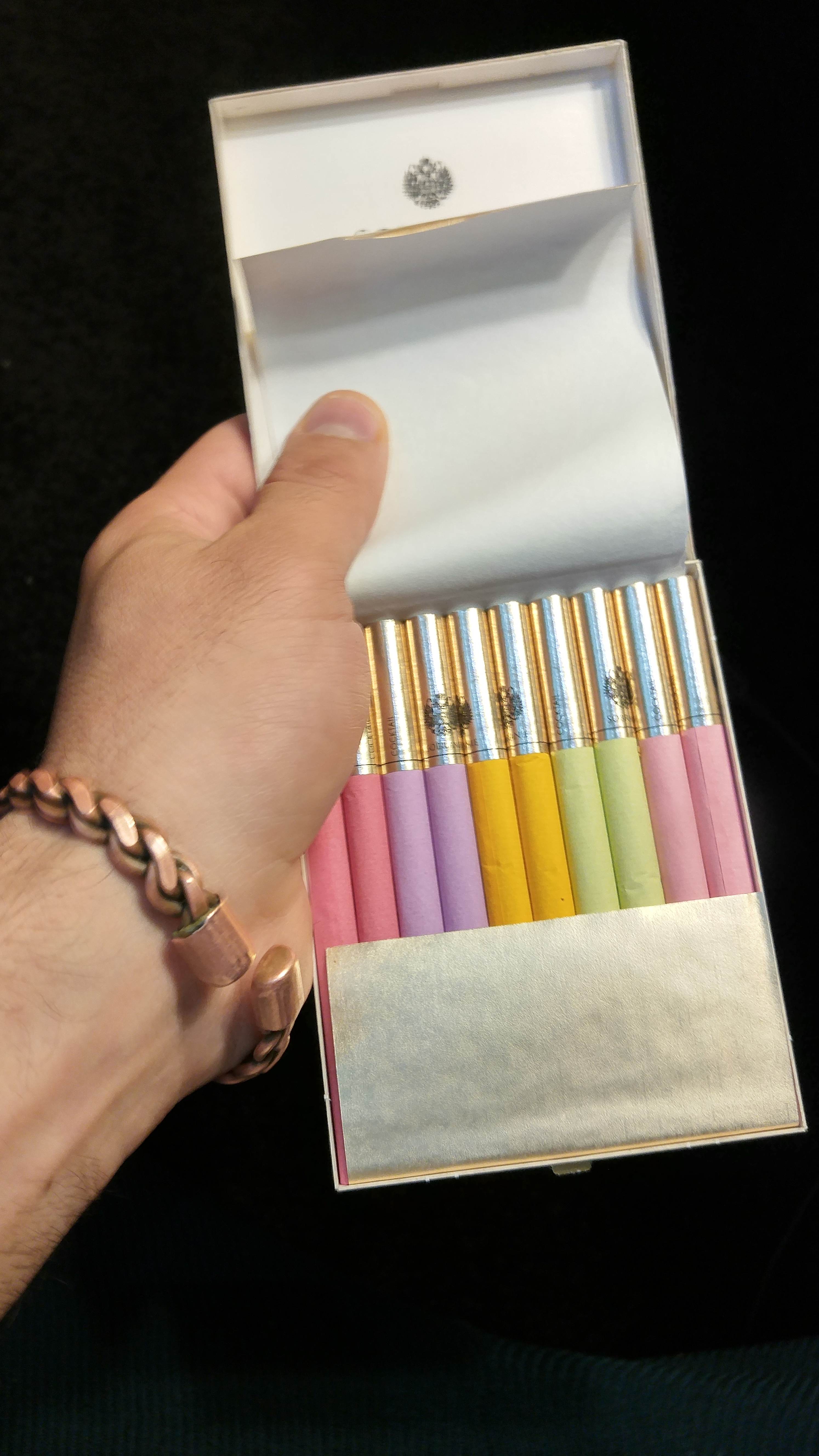
ソブラニー

ソブラニー（SOBRANIE）は、ギャラハーから製造・販売されているタバコの銘柄の一つ。

## 概要
100mmスリムサイズの低タール製品で多くのフレーバーが存在した。巻きの太さはスリムとスーパースリムの中間で特殊な太さである。
他に1箱750円のインターナショナルサイズに近い形態（長さは95mmではなく100'sサイズで一般的な太さ）の高級ラインも存在し、タバコとしては珍しいいわゆる「箱」に入っていた。こちらは7mg～9mgと現在にしては比較的高めのタール値である。またソブラニー・カクテルは5色（赤・ピンク・青・緑・黄）の巻紙に金のフィルターが採用されているユニークな銘柄。
販売元のギャラハー社を日本たばこ産業(JT)が2007年4月に買収したため、2008年4月からJTの輸入販売に切り替わり、スリムタイプは国内販売を終了し、インターナショナルサイズはイギリス製からポーランド製になった。しかし、もともと販売量が多くはなかった上、徐々にタール/ニコチンを下げていったことで不評を買い、2012年7-9月をもって全商品が輸入終了となり、JTがギャラハーから継承した銘柄は、全て日本市場から姿を消した。
2021年7月、約9年ぶりに復活。復活銘柄はカクテルとブラックロシアンで、発売元は日本たばこアイメックス。

## 製品一覧

### 販売終了製品
※データは販売終了時点のもの